# Parcul din Orășeni
Parcul din Orășeni (în ucraineană Оршовецький парк) este un parc și monument al naturii de tip peisagistic de importanță locală din raionul Cozmeni, regiunea Cernăuți (Ucraina), situat în satul Orășeni. Este administrat de consiliul local.
Suprafața ariei protejate constituie 10 hectare, fiind stabilită administrativ în anul 1979 prin decizia comitetului executiv regional. Statutul a fost acordat pentru conservarea parcului, a cărei temelie a fost pusă încă în anul 1850. Se compune din 70 de specii de copaci și arbuști, inclusiv exotici: pin negru, pin strob, Platycladus orientalis, tsuga, cenușer, cimișir și altele.